# Ewiger Medaillenspiegel der Eiskunstlauf-Europameisterschaften
Diese Liste enthält die Nationenwertungen bzw. den ewigen Medaillenspiegel der Europameisterschaften im Eiskunstlauf und ist unterteilt in vier separate Tabellen für Herren-, Damen-, Paar- und Eistanzwettbewerbe sowie in eine Gesamttabelle. Alle Einzellisten sind nach der Anzahl der gewonnenen Medaillen sortiert.
- Platz: Gibt die Reihenfolge der Länder wieder. Diese wird durch die Anzahl der Goldmedaillen bestimmt. Bei gleicher Anzahl werden die Silbermedaillen verglichen, danach die Bronzemedaillen.
- Land: Nennt den Namen des Landes. In einzelnen Fällen sind auch die jeweiligen Vorgängerstaaten inbegriffen.
- Gold: Nennt die Anzahl der gewonnenen Goldmedaillen.
- Silber: Nennt die Anzahl der gewonnenen Silbermedaillen.
- Bronze: Nennt die Anzahl der gewonnenen Bronzemedaillen.
- Gesamt: Nennt die Anzahl aller gewonnenen Medaillen.

Stand: nach Beendigung der Eiskunstlauf-Europameisterschaften 2011

## Gesamt
| Platz | Land                                                                 | Gold | Silber | Bronze | Gesamt |
| ----- | -------------------------------------------------------------------- | ---- | ------ | ------ | ------ |
| 1     | Russland (mit Sowjetunion)                                           | 100  | 95     | 82     | 277    |
| 2     | Deutschland (mit Deutsche Demokratische Republik und BR Deutschland) | 47   | 44     | 51     | 142    |
| 3     | Österreich                                                           | 45   | 38     | 37     | 120    |
| 4     | Vereinigtes Königreich                                               | 27   | 36     | 40     | 103    |
| 5     | Frankreich                                                           | 23   | 28     | 25     | 76     |
| 6     | Tschechien (mit Tschechoslowakei)                                    | 17   | 15     | 15     | 47     |
| 7     | Schweden                                                             | 11   | 1      | 6      | 18     |
| 8     | Ungarn                                                               | 10   | 14     | 12     | 36     |
| 11    | Italien                                                              | 6    | 9      | 6      | 21     |
| 12    | Niederlande                                                          | 6    | 3      | 3      | 12     |
| 13    | Norwegen                                                             | 6    | 3      | 3      | 12     |
| 14    | Schweiz                                                              | 4    | 10     | 3      | 17     |
| 13    | Ukraine                                                              | 3    | 7      | 8      | 18     |
| 14    | Finnland                                                             | 2    | 2      | 7      | 11     |
| 15    | Belgien                                                              | 1    | 0      | 4      | 5      |
| 16    | Polen                                                                | 0    | 3      | 4      | 7      |
| 17    | Bulgarien                                                            | 0    | 2      | 1      | 3      |
| 18    | Jugoslawien                                                          | 0    | 1      | 0      | 1      |
| 19    | Litauen                                                              | 0    | 0      | 2      | 2      |
| 20    | Georgien                                                             | 0    | 0      | 1      | 1      |

## Herren
| Platz | Land                                                                 | Gold | Silber | Bronze | Gesamt |
| ----- | -------------------------------------------------------------------- | ---- | ------ | ------ | ------ |
| 1     | Österreich                                                           | 31   | 17     | 21     | 69     |
| 2     | Russland (mit Sowjetunion)                                           | 19   | 23     | 17     | 59     |
| 3     | Frankreich                                                           | 12   | 15     | 9      | 36     |
| 4     | Tschechien (mit Tschechoslowakei)                                    | 11   | 8      | 9      | 28     |
| 5     | Schweden                                                             | 11   | 1      | 4      | 16     |
| 6     | Deutschland (mit Deutsche Demokratische Republik und BR Deutschland) | 7    | 15     | 18     | 40     |
| 7     | Vereinigtes Königreich                                               | 3    | 7      | 7      | 17     |
| 8     | Ukraine                                                              | 3    | 2      | 3      | 8      |
| 9     | Ungarn                                                               | 2    | 4      | 3      | 9      |
| 10    | Italien                                                              | 2    | 2      | 2      | 6      |
| 11    | Schweiz                                                              | 1    | 5      | 1      | 7      |
| 12    | Norwegen                                                             | 0    | 3      | 3      | 6      |
| 13    | Polen                                                                | 0    | 1      | 1      | 2      |
| 14    | Belgien                                                              | 0    | 0      | 3      | 3      |
| 15    | Finnland                                                             | 0    | 0      | 2      | 2      |

## Damen
| Platz | Land                                                                 | Gold | Silber | Bronze | Gesamt |
| ----- | -------------------------------------------------------------------- | ---- | ------ | ------ | ------ |
| 1     | Deutschland (mit Deutsche Demokratische Republik und BR Deutschland) | 19   | 12     | 11     | 42     |
| 2     | Österreich                                                           | 12   | 13     | 10     | 35     |
| 3     | Russland (mit Sowjetunion)                                           | 10   | 15     | 13     | 38     |
| 4     | Vereinigtes Königreich                                               | 6    | 11     | 11     | 28     |
| 5     | Niederlande                                                          | 6    | 3      | 3      | 12     |
| 6     | Norwegen                                                             | 6    | 0      | 0      | 6      |
| 7     | Frankreich                                                           | 5    | 4      | 4      | 13     |
| 8     | Italien                                                              | 3    | 3      | 4      | 10     |
| 9     | Tschechoslowakei                                                     | 2    | 3      | 3      | 8      |
| 10    | Schweiz                                                              | 2    | 2      | 2      | 6      |
| 11    | Finnland                                                             | 1    | 2      | 4      | 7      |
| 12    | Ungarn                                                               | 1    | 2      | 3      | 6      |
| 13    | Ukraine                                                              | 0    | 3      | 3      | 6      |
| 14    | Jugoslawien                                                          | 0    | 1      | 0      | 1      |
| 15    | Schweden                                                             | 0    | 0      | 2      | 2      |
| 16    | Georgien                                                             | 0    | 0      | 1      | 1      |

## Paare
| Platz | Land                                                                 | Gold | Silber | Bronze | Gesamt |
| ----- | -------------------------------------------------------------------- | ---- | ------ | ------ | ------ |
| 1     | Russland (mit Sowjetunion)                                           | 40   | 35     | 29     | 104    |
| 2     | Deutschland (mit Deutsche Demokratische Republik und BR Deutschland) | 20   | 14     | 21     | 55     |
| 3     | Ungarn                                                               | 7    | 6      | 4      | 17     |
| 4     | Österreich                                                           | 2    | 8      | 6      | 16     |
| 5     | Tschechien (mit Tschechoslowakei)                                    | 2    | 3      | 1      | 6      |
| 6     | Vereinigtes Königreich                                               | 1    | 3      | 5      | 9      |
| 7     | Schweiz                                                              | 1    | 3      | 0      | 4      |
| 8     | Frankreich                                                           | 1    | 2      | 5      | 8      |
| 9     | Belgien                                                              | 1    | 0      | 1      | 2      |
| 10    | Polen                                                                | 0    | 2      | 3      | 5      |

## Eistanz
| Platz | Land                       | Gold | Silber | Bronze | Gesamt |
| ----- | -------------------------- | ---- | ------ | ------ | ------ |
| 1     | Russland (mit Sowjetunion) | 31   | 22     | 23     | 76     |
| 2     | Vereinigtes Königreich     | 17   | 15     | 17     | 49     |
| 3     | Frankreich                 | 5    | 7      | 7      | 19     |
| 4     | Tschechoslowakei           | 2    | 1      | 2      | 5      |
| 5     | Italien                    | 1    | 4      | 0      | 5      |
| 6     | Deutschland                | 1    | 3      | 1      | 5      |
| 7     | Finnland                   | 1    | 0      | 1      | 2      |
| 8     | Ungarn                     | 0    | 2      | 2      | 4      |
| 9     | Ukraine                    | 0    | 2      | 2      | 4      |
| 10    | Bulgarien                  | 0    | 2      | 1      | 3      |
| 11    | Litauen                    | 0    | 0      | 2      | 2      |